# متون هرمس
المتون الهرمسية، أو الهرموتيكا، (بالإنجليزية: Hermetica)‏ هي مجموعة كتب حكم يونانية فرعونية كتبت ما بين القرنين الثاني والثالث الميلادية وتتناول مواضيع حياتية وفلسفية بأسلوب تخاطب ما بين معلم، وهو هرمس الهرامسة، ومريديه الطالبين للمعرفة. والمتون هي أساس الفكر الهرمسي.تشمل مواضيع المتون الله، الكون، الفكر، والطبيعة. وبعضها يتطرق للخيمياء والتنجيم وما يتعلق بهم.

## تاريخها
بعد حرق مكتبة الإسكندرية في بدايات الحقبة المسيحية، الكثير من كتب المعرفة اليونانية والفرعونية. قبل عام 1500، ظهرت مجموع من الترجمات اللاتينية لكتب قديمة قام بها فيسينو باللاتينية سماها «كوربوس هيرماتيكوم» (باللاتينية: Corpus Hermeticum) (والتي تترجم إلى العربية ب«متون هرمسية»، أو مجموعة نصوص هرمسية، ومنها أتى الاسم). طبع منها 8 طبعات قبل عام 1500 و 22 طبعة بعد عام 1641. ويعتقد أن النصوص الأصلية أصدرت في مدرسة أمونيوس السقاص في الإسكندرية حوالى القرن الثاني الميلادي وحافظ عليها ميشال بسيلوس في مخطوطات القرن الخامس عشر. ووجد اقتباسات عديدة في كتابات العديد من المؤرخين الكلاسيكيين مثل شتوبايس. كما وجد جزء من امتون الهرمسية في مكتبة نجع حمادي. كما يوجد العديد من النصوص السريانية والعربية واللغة الأرمنية التي تصنف تحت مجمل العمل الهرمسي. ومن أشهرها اللوح الزمردي الذي أطلق عقيدة «ما في السماء كذلك على الأرض».
وكل هذه الأعمال هي بقايا لأعمال أدبيى أضخم في ما يصنف الحركة التوافقية، وهي ميزة المثقفين الروحانيين في ذلك العصر، وهي حركة ثقافية تشمل الأفلاطونية المحدثة والأسرار اليونانية الرومانية والأورفلية والأدب البيثاقوري وكان لها تأثير على الأديان الإبراهيمية الغنوصية. وهناك اختلافات مهمة. فالمتون الهرمسية لا تلمح لأي من النصوص التوراتية ولا تهتم بالأساطير اليونانية أو حتى ميتافيزيقيا الأفلاطونية المحدثة. إلا أن كلها تتحدث عن خالق كون مادي بدلا عن إله أعلى كما تؤمن بالتقمص. بالرغم من عدم ذكر المتون في أي من أعمال مفكري الأفلاطونية المحدثة، إلا أن المتون كانت معروفة في القرن الخامس ميلادي بدليل الهجوم عليها من قبل أوغسطينوس في كتايه مدينة الله.

## الميزة والعصور القديمة
تمعن النصوص المصرية-اليونانية في أمور وحدانية الله وخيره وتشجع على تنقية الروح. اهتماماتهم عملية بطبيعتها والهدف ولادة روحانية من جديد عن طريق تنوير العقل.
هناك صعوبة في تحديد تاريخ كتابتها. يعتقد أن المتون حررت ما بين القرن المسيحي الأول والثالث. أعتقد في حقبة النهضة أن المتون هي من الأعمال الفرعونية الأقدم. وأتى هذا الاعتقاد من نصوص طيمايوس الأفلاطونية والتي أعتمدت النصوص كفرعونية قديمة. لكن أظهر كاسوبون (1559-1614) أن بعض المصطلحات المستعملة هي من جيل أجدد مما يمكن أن يستعمله الفراعنة.من الناحية اللغوية، تعتبر الهيلينية أن النصوص هي من الفترة اليونانية. وتحدثت إحدى النصوص عن نبؤة تدمير شنيع للحكم الروماني في مصر، مما يدل على حقبة أحدث مما يعتقد. لذلك، تعتبر المتون من الأعمال المحيرة فكريا والتي لا يمكن الجزم بتاريخها.
وأشارت ابحاث حديثة عن وجود علاق مترابطة بين النصوص والحياة الفرعونية لوجود تناسب مع النبوءات الفرعوني والأناشيد المتماثلة مع أناشيد أدب الحكمة المصرية وبخاصة أسلوب عرضها كتعاليم أب لإبنه. فأحد النصوص الديموطيقية تحتوى على أجزاء كبيرة من المجادلة بين تحوت وأحد مريديه. كما أشار عالم المصريات بيتري أن بعض نصوص المتن تعود إلى القرن السادس ماقبل الميلاد. ويمكن إرجاع التماثل بين اليونانية الحديثة والفرعونية الأقدم إلى اعتماد أفلاطون وأتباعه على مصادر فرعونية.

## محتوى المتون
عناوين أقسام المتون بحسب ترجمة جون إيفرارد:
1. الكتاب الأول
2. الكتاب الثاني. يسمى بويماندريس
3. الكتاب الثالث. يسمى «الوعظة المقدسة»
4. الكتاب الرابع. يسمى «المفتاح»
5. الكتاب الخامس
6. الكتاب السادس. يسمى "الذي في الله وحده جيد
7. الكتاب السابع. خطبة سرية في جبل التجديد
8. مهنة الصمت. لابنه تات
9. الكتاب الثامن. أن أعظم شرور الإنسان، هو عدم ادراك الإله
10. الكتاب التاسع. موعظة شاملة لأسكليبيوس
11. الكتاب العاشر. العقل لهيرميس
12. الكتاب الحادي عشر. من العقل العادي إلى تات
13. الكتاب الثاني عشر. كريتر أو موناس
14. الكتاب الثالث عشر. من الفهم والتفاهم
15. الكتاب الرابع عشر. حول العمل والتحسس
16. كتاب الخامس عشر. حول الحقيقة لابنه تات
17. الكتاب السادس عشر. لا يمكن لأيا من الأشياء ان تفنى
18. الكتاب السابع عشر. لأسكليبيوس، المليء بالحكمة.

## المتون في الإسلام
لا يوجد ذكر مباشر للمتون في الإسلام. لكن يوجد العديد من المؤشرات التي يمكن أن تكون لها علاقة إذ يعتبر البعض أن هرمس الهرامسة التي تنسب له المتون هو نفسه النبي إدريس المذكور في القرآن. ويذكر أن لإدريس صحائف المعرفة واختلف العلماء في عددها منهم من قال 30 صحيفة. أجمع العلماء أن هذه الصحائف قد دمرت ولم تعد موجودة. لا يوجد أي دراسات أكاديمية تثبت أن صحائف إدريس هي نفسها متون هرمس، حتى الآن. ومن الخطاء الشائع ربط الصحائف بأسفار أخنوخ. ويذكر أن أحمد بن علي البوني، (جزائري، توفي عام 1225م) هو من أكتشف اللوحة الزمردية وعربها والتي تعتبر جزء من المتون. كما ذكرت العديد من نصوص المتون في أعمال ابن عربي ومتصوفون أخرون. وهناك سورة لقمان الحكيم في القرآن والتي تسرد قصة لقمان الحكيم الذي استعمل ألأسلوب المتبع في المتون من مخاطبة الابن من أجل نقل الحكمة. لا يوجد أي أبحاث تربط لقمان الحكيم بالقصص الهرمسية.